# Mallada darwini
Mallada darwini is een insect uit de familie van de gaasvliegen (Chrysopidae), die tot de orde netvleugeligen (Neuroptera) behoort. 
Mallada darwini is voor het eerst wetenschappelijk beschreven door Banks in 1940.